# Preolímpico Femenino de Concacaf de 2016
El Preolímpico Femenino de la Concacaf (Norteamérica, Centroamérica y Caribe) se desarrolló del 10 al 21 de febrero de 2016 en Texas, Estados Unidos, este es el torneo clasificatorio que enviaba a las dos selecciones finalistas directamente al Torneo Olímpico de fútbol que se realizó en 2016 en Río de Janeiro (Brasil). En el torneo participaron selecciones absolutas.

## Eliminatorias

### NorteaméricaNAFU
Estados Unidos, México y Canadá están clasificados automáticamente a la última ronda de la Concacaf.

### CentroaméricaUNCAF
Los países de Centroamérica se les otorgaron dos plazas para la última ronda de la Concacaf.
Nicaragua fue la sede de un campeonato de cuatro equipos que también incluyen a Nicaragua, El Salvador, Guatemala y Costa Rica, con los dos mejores equipos clasificados para la fase final de ocho equipos de la Concacaf en Estados Unidos.
| Equipo      | Pts | PJ | PG | PE | PP | GF | GC | Dif |
| ----------- | --- | -- | -- | -- | -- | -- | -- | --- |
| Costa Rica  | 9   | 3  | 3  | 0  | 0  | 10 | 1  | 9   |
| Guatemala   | 6   | 3  | 2  | 0  | 1  | 5  | 3  | 2   |
| El Salvador | 3   | 3  | 1  | 0  | 3  | 1  | 5  | -4  |
| Nicaragua   | 0   | 3  | 0  | 0  | 3  | 1  | 8  | -7  |

### CaribeCFU
En la zona del Caribe, 14 equipos de la Unión Caribeña de Fútbol (CFU) entraron en la fase de clasificación. 
En la primera ronda, los 14 equipos fueron divididos en dos grupos de cuatro equipos y dos de tres equipos. Los grupos se jugaron entre 21 de 2015 a una fecha por anunciar y organizadas por uno de los equipos en cada grupo. Los cuatro ganadores de cada grupo avanzaron a la ronda final.
En la ronda final, jugada entre el 2 y el 4 de octubre de 2015 y organizada por uno de los equipos en la ronda final, los cuatro equipos jugaron un torneo de eliminación directa. Los dos finalistas y el tercer lugar calificaron para el Preolímpico Femenino de Concacaf de 2015 como representantes de CFU.

### Clasificación
|  | Semifinales             | Semifinales             |   |        | Final                   | Final                   |  |
|  | 18 de noviembre de 2015 | 18 de noviembre de 2015 |   |        | 20 de noviembre de 2015 | 20 de noviembre de 2015 |  |
|  |                         |                         |   |        |                         |                         |  |
|  |                         |                         |   |        |                         |                         |  |
|  | Puerto Rico             | 1                       |   |        |                         |                         |  |
|  | Guyana                  | 0                       |   |        |                         |                         |  |
|  |                         |                         |   |        |                         |                         |  |
|  |                         |                         |   |        |                         |                         |  |
|  |                         |                         |   |        | Trinidad y Tobago       | 1                       |  |
|  |                         | Puerto Rico             | 0 |        |                         |                         |  |
|  |                         |                         |   |        |                         |                         |  |
|  |                         |                         |   |        |                         |                         |  |
|  |                         |                         |   |        | Tercer lugar            |                         |  |
|  |                         |                         |   |        |                         |                         |  |
|  | Trinidad y Tobago       | 2                       |   | Guyana | 2                       |                         |  |
|  | Jamaica                 | 1                       |   |        | Jamaica                 | 1                       |  |

## Torneo final
En la última ronda de la CONCACAF compitieron los ocho equipos clasificados anteriormente divididos en dos grupos en los que los primeros dos lugares de cada uno avanzaron a las semifinales; en ellas, los dos países ganadores calificaron a los Juegos Olímpicos de Río de Janeiro 2016. El sorteo se llevara a cabo el 23 de noviembre de 2015.

### Equipos participantes
| CFU - Trinidad y Tobago - Puerto Rico - Guyana |  | UNCAF - Costa Rica - Guatemala |  | NAFU - Canadá - México - Estados Unidos |

### Sedes
Las sedes fueron anunciadas el 12 de agosto de 2015.
| Houston              | Houston Frisco | Frisco            |
| -------------------- | -------------- | ----------------- |
| BBVA Compass Stadium | Houston Frisco | Toyota Stadium    |
| Capacidad: 22 000    | Houston Frisco | Capacidad: 21 193 |
|                      | Houston Frisco |                   |

## Resultados

### Fase de grupos

#### Grupo A
| Equipo         | Pts | PJ | PG | PE | PP | GF | GC  | Dif |
| -------------- | --- | -- | -- | -- | -- | -- | --- | --- |
| Estados Unidos | 9   | 3  | 3  | 0  | 0  | 16 | 0   | +16 |
| Costa Rica     | 6   | 3  | 2  | 0  | 1  | 11 | 6   | +5  |
| México         | 3   | 3  | 1  | 0  | 2  | 7  | 3   | +4  |
| Puerto Rico    | 0   | 3  | 0  | 0  | 3  | 0  | -25 | -25 |

| 10 de febrero de 2016, 17:00 | Puerto Rico | 0:6 (0:2) | México                                                                     | Toyota Stadium Frisco, Frisco |                         |
|                              |             | Reporte   | Domínguez 18' 51' 89' (pen.) · Garciamendez 22' · Rangel 54' · Johnson 90' | Árbitro(s): Miriam León       | Árbitro(s): Miriam León |

| 10 de febrero de 2016, 19:30 | Estados Unidos                                         | 5:0 (3:0) | Costa Rica | Toyota Stadium Frisco, Frisco |                               |
|                              | Morgan 1' 62' · Lloyd 9' (pen.) · Dunn 15' · Press 83' | Reporte   |            | Árbitro(s): Cardella Samuells | Árbitro(s): Cardella Samuells |

| 13 de febrero de 2016, 12:30 | Costa Rica                                                                           | 9:0 (2:0) | Puerto Rico | Toyota Stadium Frisco, Frisco |                          |
|                              | Villalobos 9' 57' 60' · Rodríguez 36' · Herrera 56' 75' 90+3' · Saenz 65' · Cruz 84' | Reporte   |             | Árbitro(s): Michelle Pye      | Árbitro(s): Michelle Pye |

| 13 de febrero de 2016, 15:00 | México | 0:1 (0:0) | Estados Unidos | Toyota Stadium Frisco, Frisco |                            |
|                              |        | Reporte   | Lloyd 80'      | Árbitro(s): Melissa Borjas    | Árbitro(s): Melissa Borjas |

| 15 de febrero de 2016, 17:00 | México        | 1:2 (0:1) | Costa Rica              | Toyota Stadium Frisco, Frisco  |                                |
|                              | Domínguez 78' | Reporte   | Rodríguez 9' 56' (pen.) | Árbitro(s): Carol-Anne Chenard | Árbitro(s): Carol-Anne Chenard |

| 15 de febrero de 2016, 19:30 | Estados Unidos                                                                              | 10:0 (4:0) | Puerto Rico | Toyota Stadium Frisco, Frisco |                            |
|                              | Dunn 6' 21' 56' 82' 84' · Lloyd 18' · O'Hara 45' · Saenz 55' (a.g.) · Press 57' · Mewis 88' | Reporte    |             | Árbitro(s): Crystal Sobers    | Árbitro(s): Crystal Sobers |

#### Grupo B
| Equipo            | Pts | PJ | PG | PE | PP | GF | GC | Dif |
| ----------------- | --- | -- | -- | -- | -- | -- | -- | --- |
| Canadá            | 9   | 3  | 3  | 0  | 0  | 21 | 0  | +21 |
| Trinidad y Tobago | 6   | 3  | 2  | 0  | 1  | 7  | 8  | -1  |
| Guyana            | 3   | 3  | 1  | 0  | 2  | 3  | 11 | -8  |
| Guatemala         | 0   | 3  | 0  | 0  | 3  | 2  | 14 | -12 |

| 11 de febrero de 2016, 17:00 | Guatemala           | 1:2 (1:0) | Trinidad y Tobago          | BBVA Compass Stadium, Houston |                            |
|                              | Martínez 19' (pen.) | Reporte   | Cordner 74' · St Louis 78' | Árbitro(s): Margaret Domka    | Árbitro(s): Margaret Domka |

| 11 de febrero de 2016, 19:30 | Canadá                              | 5:0 (3:0) | Guyana | BBVA Compass Stadium, Houston |                             |
|                              | Rose 26' 39' · Lawrance 28' 46' 48' | Reporte   |        | Árbitro(s): Marianela Araya   | Árbitro(s): Marianela Araya |

| 14 de febrero de 2016, 12:30 | Guyana                  | 2:1 (0:0) | Guatemala    | BBVA Compass Stadium, Houston |                            |
|                              | Masri 71' · Heydorn 76' | Reporte   | Martínez 54' | Árbitro(s): Tatiana Guzmán    | Árbitro(s): Tatiana Guzmán |

| 14 de febrero de 2016, 15:00 | Trinidad y Tobago | 0:6 (0:2) | Canadá                                                                               | BBVA Compass Stadium, Houston  |                                |
|                              |                   | Reporte   | Matheson 24' · Tancredi 44' · Sinclair 63' · Buchanan 66' · Beckie 75' · Fleming 79' | Árbitro(s): Quetzalli Alvarado | Árbitro(s): Quetzalli Alvarado |

| 16 de febrero de 2016, 17:00 | Trinidad y Tobago                                       | 5:1 (4:1) | Guyana       | BBVA Compass Stadium, Houston  |                                |
|                              | Cordner 7' 61' · Shade 9' · Cunningham 16' · Mollon 21' | Reporte   | Williams 43' | Árbitro(s): Gillian Martindale | Árbitro(s): Gillian Martindale |

| 16 de febrero de 2016, 19:30 | Canadá                                                                                   | 10:0 (5:0) | Guatemala | BBVA Compass Stadium, Houston |                            |
|                              | Tancredi 4' 85' · Carle 27' · Beckie 35' · Prince 43' 84' 88' · Quinn 45' (pen.) 49' 52' | Reporte    |           | Árbitro(s): Lucila Venegas    | Árbitro(s): Lucila Venegas |

### Segunda fase
|  | Semifinales       | Semifinales       | Semifinales |        |                | Final          | Final | Final |  |
|  |                   |                   |             |        |                |                |       |       |  |
|  |                   |                   |             |        |                |                |       |       |  |
|  | Estados Unidos    | Estados Unidos    | 5           |        |                |                |       |       |  |
|  | Estados Unidos    | Estados Unidos    | 5           |        |                |                |       |       |  |
|  | Trinidad y Tobago | Trinidad y Tobago | 0           |        |                |                |       |       |  |
|  | Trinidad y Tobago | Trinidad y Tobago | 0           |        | Estados Unidos | Estados Unidos | 2     |       |  |
|  |                   |                   |             |        | Estados Unidos | Estados Unidos | 2     |       |  |
|  |                   |                   | Canadá      | Canadá | 0              |                |       |       |  |
|  | Canadá            | Canadá            | Canadá      | Canadá | 0              | 3              |       |       |  |
|  | Canadá            | Canadá            |             |        |                | 3              |       |       |  |
|  | Costa Rica        | Costa Rica        | 1           |        |                |                |       |       |  |
|  | Costa Rica        | Costa Rica        | 1           |        |                |                |       |       |  |
|  |                   |                   |             |        |                |                |       |       |  |

#### Semifinal
| 19 de febrero de 2016, 20:30 | Estados Unidos                             | 5:0 (3:0) | Trinidad y Tobago | BBVA Compass Stadium, Houston |                            |
|                              | Heath 12' · Morgan 30' 71' 73' · Lloyd 43' | Reporte   |                   | Árbitro(s): Tatiana Guzmán    | Árbitro(s): Tatiana Guzmán |

| 19 de febrero de 2016, 17:30 | Canadá                      | 3:1 (1:0) | Costa Rica           | BBVA Compass Stadium, Houston |                            |
|                              | Sinclair 17' 52' · Rose 86' | Reporte   | Rodríguez 73' (pen.) | Árbitro(s): Melissa Borjas    | Árbitro(s): Melissa Borjas |

#### Final
| 21 de febrero de 2016, 16:00 | Estados Unidos        | 2:0 (0:0) | Canadá | BBVA Compass Stadium, Houston  |                                |
|                              | Horan 53' · Heath 61' | Reporte   |        | Árbitro(s): Quetzalli Alvarado | Árbitro(s): Quetzalli Alvarado |

|                |
| Campeón        |
| Estados Unidos |
| 4° título      |

## Clasificados aRío 2016
| Bandera de Canadá | Bandera de Estados Unidos |
| Canadá            | Estados Unidos            |